# Maione da Bari
Maione da Bari (Bari, 1115 – Palermo, 10 novembre 1160) è stato un funzionario longobardo, gran cancelliere e grande ammiraglio del Regno di Sicilia.

## Biografia
Figlio di un giudice barese, iniziò la carriera con la nomina ad "emiro degli emiri" da parte del Re del Regno di Sicilia Ruggero II d'Altavilla, quindi succedette a Filippo di Mahdia nella carica di grande ammiraglio. Con il Re Guglielmo il Malo Maione fu primo ministro (1150-1151) e la persona più potente del Regno dopo il sovrano stesso.
Esponente dei ceri emergenti borghesi, era inviso alla nobiltà siciliana e al clero. Su Maione ricaddero le responsabilità delle rivolte del 1156 e del 1160 contro la corte normanna. Come vero e proprio "capro espiatorio" della crisi, fu assassinato a Palermo il 10 novembre 1160 da Matteo Bonello. Una tradizione popolare vuole che Maione fosse stato ucciso davanti al palazzo arcivescovile – dove si dice che si fosse recato per avvelenare lo stesso arcivescovo – dove ancora oggi sul portone d'ingresso si troverebbe infissa l'elsa della spada del Bonello. Si tratta tuttavia di un falso storico, in quanto l'elsa è del tipo "a vela", modello del periodo non antecedente al XVI secolo. Lo stesso Re Guglielmo, fortemente legato a Maione, venne catturato ed imprigionato il 9 marzo 1161. 
Maione è ricordato inoltre per essere stato un grande intenditore d'arte e mecenate. Grazie a lui ebbero inizio i lavori di edificazione della Chiesa di San Cataldo di Palermo.